# Lotta Wiechel
Lotta Helena Gunilla Wiechel, född 10 januari 2000 och uppvuxen i Umeå, är en svensk socialdemokratisk politiker. Sedan 2025 är hon förbundssekreterare för Socialdemokraternas ungdomsförbund SSU.
Wiechel är ersättare för Socialdemokraterna i kulturnämnden i Stockholms stad. Hon är yngre syster till den socialdemokratiska riksdagsledamoten Björn Wiechel.